# Robert Todd Lincoln
Robert Todd Lincoln, född 1 augusti 1843 i Springfield, Illinois, död 26 juli 1926 i Manchester, Vermont. Var en amerikansk affärsman, advokat och politiker. Han var son till Abraham Lincoln.

## Liv
1865 föll Robert ner mellan två vagnar på järnvägsstationen i Jersey City. Hans liv räddades av skådespelaren Edwin Booth vars bror John Wilkes Booth bara några veckor senare mördade Roberts far Abraham Lincoln.
Robert Todd Lincoln brukar också uppmärksammas för att ha varit "närvarande vid eller nära" inte mindre än tre mord på amerikanska presidenter. Troligast kommer legenden från början från en missuppfattning att han själv skulle ha varit närvarande i teaterlogen vid mordet på hans far, men så var inte fallet. Han var medbjuden till teaterföreställningen då fadern sköts, men tackade nej och stannade hemma i Vita Huset. Han informerades om dådet strax före midnatt.
Som president James A. Garfields krigsminister var han den 2 juli 1881 tillsammans med denne på väg till ett tal presidenten skulle hålla, då Garfield sköts ner på the Sixth Street Train Station in Washington, D.C. av Charles J. Guiteau. Lincoln var ögonvittne till dådet.
Den 6 september 1901 var Lincoln på president William McKinleys inbjudan närvarande på den Pan-Amerikanska utställningen i Buffalo, New York när presidenten sköts ihjäl av Leon Czolgosz, men han såg inte dådet.
Givetvis kunde vilken annan person som helst med liknande nära umgänge med presidenter och såpass aktivt engagemang i den federala administrationen under den aktuella perioden haft likartad sannolikhet att vara "vid eller nära" dessa tre mord.